# سیارک ۱۷۸۲۲۶
سیارک ۱۷۸۲۲۶ (به انگلیسی: 178226 Rebeccalouise، نامگذاری:2006VP156) صد و هفتاد و هشت هزار و دویست و بیست و ششمین سیارک کشف شده‌است که در ۹ نوامبر ۲۰۰۶ کشف شد.